# Pomeni imen asteroidov: 60001–61000
Pregled pomenov imen asteroidov (malih planetov) od številke 60001 do 61000, ki jim je Središče za male planete dodelilo številko in so pozneje dobili tudi uradno ime  v skladu z dogovorjenim načinom imenovanja. Pregled je preverjen z Schmadelovim “Slovarjem imen malih planetov” (“Dictionary of Minor Planet Names”). 
Pregled pojasnjuje izvor oziroma pomen imen asteroidov, ki ga je priznala Mednarodna astronomska zveza (IAU). Nekateri asteroidi imajo imajo dodatno pojasnilo o izvoru imena, ki pa vedno ni popolnoma zanesljivo (oznaka “†” ali “‡“). 
| Ime              | Začasna oznaka | Izvor imena |
| 60001–60100      | 60001–60100    | 60001–60100 |
| ---------------- | -------------- | --- |
| 60001 Adélka     | 1999 TG5       | Adélka Kotková, hčerka odkriteljice Lenke Kotkove (rojena Šarounova leta 1973) †                                          |
| 60101–60200      |                | |
| 60186 Las Cruces | 1999 VH22      | mesto Las Cruces, Nova Mehika, ZDA †                                                                                      |
| 60201–60300      |                | |
| 60301–60400      |                | |
| 60401–60500      |                | |
| 60501–60600      |                | |
| 60558 Eheklej    | 2000 EC98      | Eheklej, kentaver, ki je bil prisoten na poroki Piritoja, boril se je z Lapitom, ubil ga je Ampiks (Amycus), sin Ofiona † |
| 60601–60700      |                | |
| 60622 Pritchet   | 2000 FK8       | Christopher J. Pritchet, kanadski fizik in astronom † Arhivirano 2005-08-29 na Wayback Machine.                           |
| 60701–60800      |                | |
| 60801–60900      |                | |
| 60901–61000      |                | |

| Predhodnik: 59001–60000 | Pomeni imen asteroidov Seznam asteroidov (60001-60250) Seznam asteroidov (60251-60500) Seznam asteroidov (60501-60750) Seznam asteroidov (60751-61000) | Naslednik: 61001–62000 |